# Hauteville-sur-Fier
Hauteville-sur-Fier (früher italienisch Altavilla) ist eine französische Gemeinde im Département Haute-Savoie in der Region Auvergne-Rhône-Alpes.

## Geographie
Hauteville-sur-Fier liegt auf 370 m, nahe bei Rumilly, etwa zwölf Kilometer westlich der Stadt Annecy (Luftlinie). Das Dorf erstreckt sich im Albanais, leicht erhöht am nördlichen Rand der Talniederung des Fier, östlich des Höhenrückens der Montagne du Gros Foug.
Die Fläche des 4,90 km² großen Gemeindegebiets umfasst einen Abschnitt des westlichen Genevois. Der südliche Gemeindeteil wird von der breiten Niederung des Fier eingenommen, der hier von Osten nach Westen fließt und an einigen Orten leicht in die Talebene eingeschnitten ist. Nach Norden erstreckt sich der Gemeindeboden über die Geländeterrasse von Hautevillette bis auf die Hänge der angrenzenden Hügellandschaft. Hier wird mit 524 m die höchste Erhebung von Hauteville-sur-Fier erreicht.
Zu Hauteville-sur-Fier gehören neben dem eigentlichen Ortskern auch verschiedene Weilersiedlungen und Gehöfte, darunter:
- La Champagne (347 m) in der Talniederung südlich des Fier
- La Croix (350 m) in der Talniederung nördlich des Fier
- Les Onges (375 m) am nördlichen Talrand
- Hautevillette (420 m) auf einer Geländeterrasse nördlich des Fier

Nachbargemeinden von Hauteville-sur-Fier sind Saint-Eusèbe im Norden, Vaulx im Osten, Étercy, Marcellaz-Albanais und Sales im Süden sowie Vallières-sur-Fier im Westen.

## Geschichte
Das Gemeindegebiet von Hauteville-sur-Fier war bereits während der Römerzeit besiedelt. Im 12. Jahrhundert wurde hier ein Cluniazenserpriorat gegründet. Bis 1901 hieß die Gemeinde offiziell zunächst Hauteville-de-Rumilly und später Hauteville-en-Genevois. Zu einer Gebietsveränderung kam es 1923, als der Weiler La Champagne auf der Südseite des Fier von Marcellaz-Albanais abgetrennt und Hauteville-sur-Fier zugeteilt wurde.

## Sehenswürdigkeiten
Die Dorfkirche Saint-Nicolas wurde 1681 im Barockstil erbaut und im 19. Jahrhundert umgestaltet. Sie besitzt eine hölzerne Christusstatue aus dem 17. Jahrhundert. Das Château des Onges im Stil der Renaissance, das aus dem 16. Jahrhundert stammt, wurde im 19. Jahrhundert verändert. Auch der in Champagne stehende Herrschaftssitz erhielt seine heutige Gestalt im 19. Jahrhundert. Ferner sind Ruinen einer mittelalterlichen Burg erhalten.

## Bevölkerung
| Jahr                       | 1962 | 1968 | 1975 | 1982 | 1990 | 1999 | 2004 |
| Einwohner                  | 323  | 357  | 349  | 407  | 500  | 685  | 796  |
| Quellen: Cassini und INSEE |      |      |      |      |      |      |      |

Mit 1074 Einwohnern (Stand 1. Januar 2022) gehört Hauteville-sur-Fier zu den kleinen Gemeinden des Département Haute-Savoie. Im Verlauf des 20. Jahrhunderts nahm die Einwohnerzahl aufgrund starker Abwanderung kontinuierlich ab (1861 wurden in Hauteville-sur-Fier noch 479 Einwohner gezählt). Seit Mitte der 1970er Jahre wurde jedoch wieder eine deutliche Bevölkerungszunahme verzeichnet.

## Wirtschaft und Infrastruktur
Hauteville-sur-Fier war bis weit ins 20. Jahrhundert hinein ein vorwiegend durch die Landwirtschaft geprägtes Dorf. Heute gibt es verschiedene Betriebe des lokalen Kleingewerbes. Viele Erwerbstätige sind Wegpendler, die in den größeren Ortschaften der Umgebung sowie im Raum Annecy ihrer Arbeit nachgehen.
Die Ortschaft liegt abseits der größeren Durchgangsstraßen an einer Departementsstraße, die von Annecy nach Seyssel führt. Weitere Straßenverbindungen bestehen mit Rumilly, Marcellaz-Albanais und Vaulx. Der nächste Anschluss an die Autobahn A41 befindet sich in einer Entfernung von rund 15 Kilometern. Hauteville-sur-Fier besaß einen Bahnhof an der Bahnstrecke Aix-les-Bains–Annemasse.